# Penza (tỉnh)
Tỉnh Penza (tiếng Nga: Пе́нзенская о́бласть, Penzenskaya oblast) là một chủ thể liên bang của Nga (tỉnh). Trung tâm hành chính là thành phố Penza.

## Liên kết
Tư liệu liên quan tới Penza Oblast tại Wikimedia Commons
- (tiếng Nga) Official website of Penza Oblast Lưu trữ ngày 10 tháng 12 năm 2006 tại Wayback Machine.
- The regional catalogue of Penza City and Penza Oblast enterprises Lưu trữ ngày 3 tháng 7 năm 2007 tại Wayback Machine (tiếng Nga)
- Breaking news from the Penza region. (tiếng Nga)